# Association sportive Cités Amélie Wittelsheim
 (juillet 2017).
Si vous disposez d'ouvrages ou d'articles de référence ou si vous connaissez des sites web de qualité traitant du thème abordé ici, merci de compléter l'article en donnant les références utiles à sa vérifiabilité et en les liant à la section « Notes et références ».
L'Association sportive Cités Amélie Wittelsheim  est un club omnisports basé à Wittelsheim, situé dans le département du Haut-Rhin, en région Grand Est.
Le club est notamment connu pour sa section de football, créée en 1925. Après avoir évolué plusieurs saisons en Championnat de France amateur de football et Division 3 entre 1951 et 1973, on retrouve l'ASCA en National 3 entre 1994 et 1997.
La section de handball, créée en 1947, a également eu de bons résultats puisqu’il a évolué en Division 2 entre 2001 et 2007. Cette année-là, les différents clubs de la région mulhousienne dont l’ASCA s’entendent pour former le Mulhouse Handball Sud Alsace. Après le dépôt de bilan du MHSA en 2016, une nouvelle section de handball a été relancée par l’ASCA en 2017.

## Section football

### Titres et trophées
| Compétitions nationales | Compétitions régionales |
| - CFA Est - 11 saisons - Meilleur classement : 4e en 1962 (groupe est) - Division 3 - 2 saisons - Meilleur classement : 7e en 1972 (groupe est) - National 3 - 3 saisons - Meilleur classement : 7e en 1995 (groupe C) | - DH Alsace - 27 saisons - Champion : 1951, 1954, 1959, 1971, et 1967 - Deuxième : 1958, 1969, et 1994 - Coupe d'Alsace - Champion : 1950, 1951, 1953, et 1957 |

### Épopées en Coupe de France
Le 13 janvier 2013 les U19 se hissent jusqu'en 64e de finale[réf. souhaitée] de la coupe Gambardella, ils se feront éliminer par la réserve de l'ASNL Nancy-Lorraine sur le score de 4-1.

### Bilan par saison
| Saison | Div.                   | Clas. | Pts. | M.J. | Vic. | Nuls | Déf. | B.P. | B.C. | D.B. |
| ------ | ---------------------- | ----- | ---- | ---- | ---- | ---- | ---- | ---- | ---- | ---- |
| 1946   | DH Alsace 68           | 10    | 12   | 20   | 5    | 2    | 13   | 30   | 56   | -26  |
| 1947   | DH Alsace 68           | 10    | 16   | 24   | 7    | 2    | 15   | 55   | 70   | -15  |
| 1950   | DH Alsace              | 4     | 25   | 20   | 10   | 5    | 5    | 54   | 30   | 24   |
| 1951   | DH Alsace              | 1     | 38   | 26   | 18   | 2    | 6    | 72   | 32   | 40   |
| 1952   | CFA Est                | 10    | 17   | 22   | 7    | 3    | 12   | 35   | 48   | -13  |
| 1953   | CFA Est                | 12    | 13   | 22   | 4    | 5    | 13   | 22   | 44   | -22  |
| 1954   | DH Alsace              | 1     | 40   | 24   | 19   | 2    | 3    | 68   | 17   | 51   |
| 1955   | CFA Est                | 5     | 23   | 22   | 10   | 3    | 9    | 43   | 31   | 12   |
| 1956   | CFA Est                | 11    | 0    | 0    | 0    | 0    | 0    | 0    | 0    | 0    |
| 1957   | DH Alsace              | 4     | 29   | 24   | 12   | 5    | 7    | 46   | 24   | 22   |
| 1958   | DH Alsace              | 2     | 30   | 22   | 12   | 6    | 4    | 64   | 27   | 37   |
| 1959   | DH Alsace              | 1     | 39   | 22   | 19   | 1    | 2    | 66   | 16   | 50   |
| 1960   | CFA Est                | 11    | 20   | 26   | 8    | 4    | 14   | 32   | 60   | -28  |
| 1961   | CFA Est                | 10    | 23   | 26   | 9    | 5    | 12   | 33   | 40   | -7   |
| 1962   | CFA Est                | 4     | 29   | 26   | 12   | 5    | 9    | 33   | 44   | -11  |
| 1963   | CFA Est                | 11    | 18   | 24   | 7    | 4    | 13   | 23   | 45   | -22  |
| 1964   | CFA Est                | 5     | 22   | 22   | 8    | 6    | 8    | 31   | 34   | -3   |
| 1965   | CFA Est                | 11    | 10   | 22   | 2    | 6    | 14   | 14   | 49   | -35  |
| 1966   | DH Alsace              | 6     | 22   | 22   | 7    | 8    | 7    | 27   | 30   | -3   |
| 1967   | DH Alsace              | 1     | 32   | 22   | 12   | 8    | 2    | 39   | 20   | 19   |
| 1968   | CFA Est                | 11    | 21   | 26   | 5    | 11   | 10   | 35   | 47   | -12  |
| 1969   | DH Alsace              | 2     | 33   | 22   | 14   | 5    | 3    | 56   | 23   | 33   |
| 1970   | DH Alsace              | 4     | 25   | 22   | 11   | 3    | 8    | 44   | 30   | 14   |
| 1971   | DH Alsace              | 1     | 38   | 22   | 18   | 2    | 2    | 59   | 16   | 43   |
| 1972   | Division 3 Est         | 7     | 32   | 28   | 12   | 8    | 8    | 53   | 30   | 23   |
| 1973   | Division 3 Est         | 14    | 24   | 30   | 7    | 10   | 13   | 35   | 54   | -19  |
| 1974   | DH Alsace              | 7     | 28   | 26   | 10   | 8    | 8    | 52   | 41   | 11   |
| 1975   | DH Alsace              | 9     | 23   | 26   | 8    | 7    | 11   | 31   | 33   | -2   |
| 1976   | DH Alsace              | 11    | 24   | 28   | 8    | 8    | 12   | 37   | 50   | -13  |
| 1977   | DH Alsace              | 13    | 15   | 26   | 6    | 3    | 17   | 25   | 60   | -35  |
| 1982   | DH Alsace              | 11    | 27   | 28   | 11   | 5    | 12   | 47   | 45   | 2    |
| 1983   | DH Alsace              | 4     | 29   | 26   | 11   | 7    | 8    | 51   | 38   | 13   |
| 1984   | DH Alsace              | 10    | 21   | 26   | 8    | 5    | 13   | 38   | 48   | -10  |
| 1985   | DH Alsace              | 11    | 22   | 26   | 7    | 8    | 11   | 36   | 44   | -8   |
| 1986   | DH Alsace              | 12    | 22   | 26   | 7    | 8    | 11   | 39   | 47   | -8   |
| 1988   | DH Alsace              | 14    | 19   | 26   | 5    | 9    | 12   | 27   | 48   | -21  |
| 1992   | DH Alsace              | 14    | 9    | 26   | 1    | 7    | 18   | 26   | 61   | -35  |
| 1994   | DH Alsace              | 2     | 34   | 26   | 0    | 0    | 0    | 0    | 0    | 0    |
| 1995   | National 3 Gr. C       | 7     | 26   | 26   | 9    | 8    | 9    | 33   | 26   | 7    |
| 1996   | National 3 Gr. C       | 12    | 27   | 26   | 7    | 6    | 13   | 31   | 40   | -9   |
| 1997   | National 3 Gr. C       | 14    | 15   | 26   | 3    | 6    | 17   | 18   | 65   | -47  |
| 1998   | DH Alsace              | 14    | 9    | 26   | 2    | 3    | 21   | 14   | 87   | -73  |
| 2007   | Excellence (Haut-Rhin) | 8     | 60   | 26   | 10   | 4    | 12   | 51   | 58   | -7   |
| 2008   | Excellence (Haut-Rhin) | 14    | 42   | 26   | 3    | 7    | 16   | 31   | 58   | -27  |

## Section handball

### Historique
La section de handball est créée en 1947. En 1965, le club participe au championnat de France Excellence mais l'équipe ne peut éviter la relégation en championnat d’Alsace en terminant à l'avant-dernière place avec seulement 3 victoires.
En 1988, avec 17 victoires, 2 nuls et 3 défaites, l’ASCA termine deuxième de sa poule de Nationale II à égalité de points avec le HBC Chambéry de Stéphane Stoecklin mais est devancée en raison d’une moins bonne différence de buts. Les Wittelsheimois doivent alors une nouvelle fois disputer l’épreuve des barrages : après avoir éliminé Carcassonne (20-20 et 23-20), ils viennent à bout de l’APAS Paris grâce à deux courts succès 23-21 à domicile et 20-19 à Paris. L’ASCA est ainsi promu en Nationale 1B, l’anti-chambre de l’élite du handball français. En 1989, l’ASCA termine à la 4e place de sa poule de Nationale 1B derrière les Girondins de Bordeaux HBC de Boro Golić, l’US Dunkerque de l’international Philippe Debureau et l’ASPTT Metz et rate de peu l'accession en Nationale 1A.
En 1991, après avoir obtenu son maintien grâce à une victoire mémorable à Lomme (18-17) lors de la dernière journée en 1990, l’ASCA réalise une meilleure saison en 1991 (6e de sa poule sur 12), mais du fait d’un changement de formule du championnat avec une réduction du nombre d’équipes, l’ASCA doit jouer des barrages : battu par Villeurbanne, le club est relégué en Nationale II (3e division).
En 2001, le club est champion de Nationale 1. Il évolue alors en deuxième division entre 2001 et 2007.
Cette année-là, consciente qu’elle a atteint ses limites, l'ASCA décide de s’allier aux autres gros clubs du Sud Alsace (l’ASPTT Mulhouse/Rixheim, le FC Mulhouse et l'US Altkirch) pour prendre du volume en formant le Mulhouse Handball Sud Alsace. Mais en 2016, après avoir raté à 5 reprises l’accession en Division 1, le Mulhouse Handball Sud Alsace dépose le bilan.
En 2017, à l’occasion des 70 ans du club, une nouvelle section de handball est relancée.